# 291
291 (CCXCI) je bilo navadno leto, ki se je po julijanskem koledarju začelo na četrtek.

## Dogodki
- 1. januar

## Rojstva
- Ermanarik, kralj Grevtungov († okoli 376)